# Josef Suk starší
Josef Suk starší (4. ledna 1874 Křečovice – 29. května 1935 Benešov) byl český skladatel, houslista a pedagog, žák a zeť Antonína Dvořáka. Byl velkým lyrikem české hudby na přelomu pozdního romantismu a moderny 20. stol. Spolu s Vítězslavem Novákem byl nejvýraznějším představitelem Dvořákovy kompoziční školy a jedním ze zakladatelů české hudební moderny.

## Život
Narodil se do rodiny řídícího učitele Josefa Suka (9. září 1827 Neustupov–14. dubna 1913 Křečovice) a Emilie Viktoriny Kateřiny Leopoldy Sukové, rozené Baumannové (16. dubna 1837 Praha –14. srpna 1913 Křečovice). Měl bratra Antonína (13. prosince 1856–11. dubna 1926) a sestru Emílii (*1861).
V letech 1885 až 1892 studoval Suk na pražské konzervatoři hru na housle u Antonína Bennewitze, skladbu nejprve u Karla Steckera a později v mistrovské třídě Antonína Dvořáka.

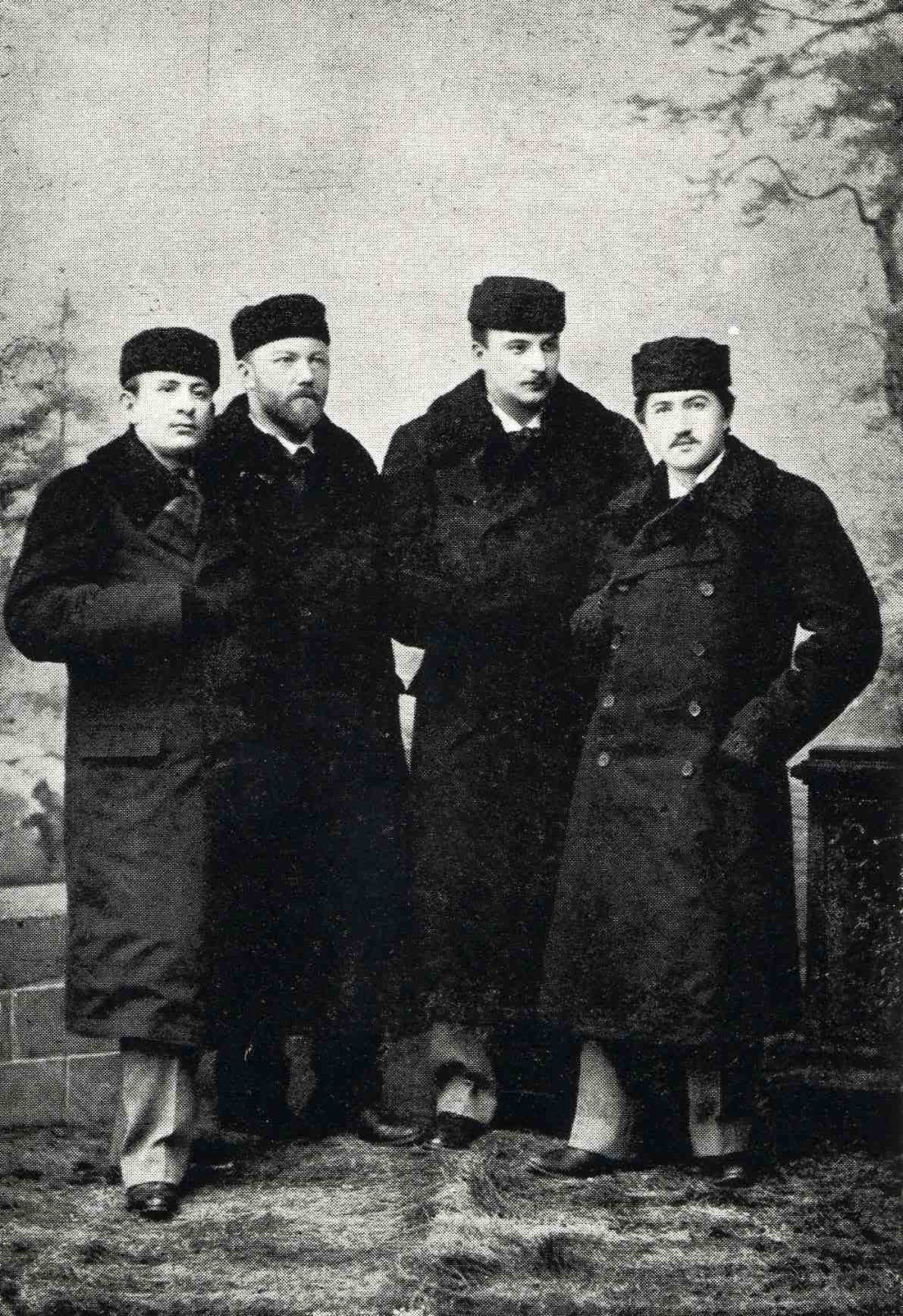
České kvarteto r. 1895; zleva K. Hoffmann, H. Wihan, O. Nedbal a J. Suk

Společně se třemi spolužáky z konzervatoře (Karel Hoffmann, Oskar Nedbal a Otto Berger) založil roku 1892 České kvarteto, které uměleckou úrovní a mezinárodními úspěchy dosáhlo světového významu a jehož vznik byl v české komorní interpretaci historickým mezníkem. Působil v něm jako druhý houslista až do roku 1933 a absolvoval s ním po světě na čtyři tisíce koncertů.
Od roku 1922 byl na pražské konzervatoři profesorem mistrovské třídy skladby, čtyřikrát byl zvolen rektorem ústavu. K jeho žákům patřili mj. Jaroslav Ježek, Klement Slavický, Pavel Bořkovec a jeden rok (před odchodem do Francie) Bohuslav Martinů. Josef Suk zemřel r. 1935 v Benešově a je pochován v rodných Křečovicích. Zde můžete navštívit Památník Josefa Suka, který se nachází v domku, kde skladatel po velkou část života bydlel.

### Rodinný život
Dne 17. listopadu 1898 se Josef Suk v Praze oženil s Dvořákovou dcerou Otilií (6. června 1878 Praha– 6. července 1905 Křečovice). Narodil se jim syn Josef (19. prosince 1901–29. listopadu 1951), ale Otilie již čtyři roky poté (rok po svém otci) zemřela na následky vrozené srdeční vady. Tato událost zásadně ovlivnila obsah druhé části jeho tvorby.
Vnukem Josefa Suka staršího byl houslista a violista Josef Suk mladší (8. srpna 1929 – 7. července 2011). Druhým vnukem Josefa Suka staršího byl básník a esejista Jan Suk.

### Josef Suk a Zdeněk Nejedlý
Suk byl znám jako měkký a citově založený člověk, plný vřelosti k druhým lidem, což jsou vlastnosti, které se také podstatně odrážejí v jeho tvorbě. Jen těžko dovedla jeho citlivá povaha snášet zaujaté útoky proti Dvořákovi (nechvalně známý Boj o Dvořáka) a proti němu, vedené skupinou kritiků v čele se Zdeňkem Nejedlým, kteří zavrhovali údajnou „konzervativní dvořákovskou linii“ ve jménu „pokrokové smetanovské“. Tyto útoky vyústily až v potupná nařčení a několikrát jej přivedly na pokraj nervového zhroucení. Jednou z příčin nepřátelství mezi Sukem a Nejedlým údajně bylo, že dcera Antonína Dvořáka Otýlie dříve Nejedlého odmítla a provdala se za Josefa Suka. Jinak se Suk ze strany české veřejnosti těšil značné obecné úctě a dostalo se mu nemalých poct včetně čestného doktorátu filosofie, který mu udělila Masarykova univerzita v Brně.

## Mezinárodní ocenění
Na Letních olympijských hrách 1932 obdržel za pochod V nový život stříbrnou medaili.

## Hudební dílo
Sukovo dílo není rozsáhlé (37 opusových čísel), ale má jedinečné rysy. Kouzlo děl z mládí a složitě přemítavá básnivost pozdních děl – obé je výsledkem téhož hlubokého smyslu pro niternou lyriku, jejíž výrazová šíře sahá od nevýslovně citlivé intimity (např. O matince) až po monumentální, téměř horečně zanícenou polyfonní expresi (Epilog). Mimořádně bohaté vyjadřování v pozdní tvorbě je svou složitostí a expresivitou dosti náročný oříšek pro posluchače. Je však protkané onou niterností do nejjemnějších nitek a pojí se se svébytnou zvukovou představivostí, která je ostatně jedinečným rysem Suka vůbec. Popsané hudební vlastnosti, ruku v ruce s nimi hloubka citové a ideové náplně a obsahová kontinuita tvorby utvářejí jeden z nejpozoruhodnějších uměleckých odkazů v české hudbě. Vyčerpávající obraz Sukova díla spolu se zasvěceným komentářem (česko-anglickým) obsahuje práce muzikologů Zdeňka Nouzy a Miroslava Nového "Josef Suk - tematický katalog skladeb /Thematic Catalogue of the Works", Praha 2005.
Sukovu tvorbu lze rozdělit do dvou období, mezi nimiž tvoří předěl úmrtí A. Dvořáka r. 1904 a Sukovy ženy o rok později.

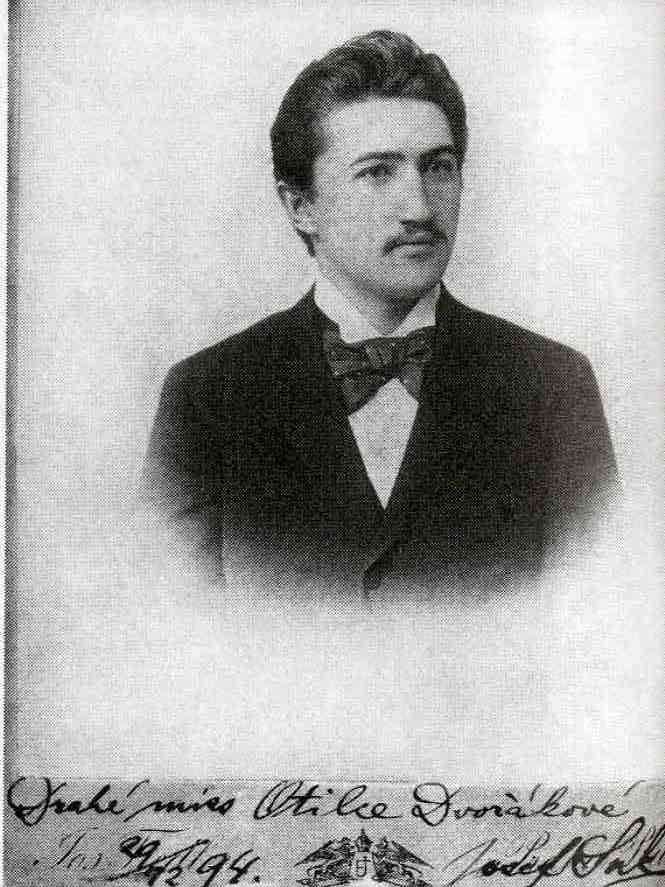
fotografie mladého Suka s dedikací Otilce Dvořákové

### Tvorba do r. 1904
V mládí Suk navazoval na romantiky. Nejvýraznější byla inspirace hudbou Antonína Dvořáka, individualizovaná osobitým nadáním a postupně se vyhraňujícím stylovým směřováním Suka jako subjektivního lyrika. Poučil se rovněž na J. Brahmsovi a dalších klasicích, jejichž vliv je typický pro jeho první symfonii (Symfonie E dur, 1899); v klavírní tvorbě se zaměřil na žánr drobného lyrického kusu (Klavírní skladby op. 7 a 12, Nálady).
Už od raných děl prokazoval Suk svou individualitu ve výrazné lyričnosti, jež se projevovala osobitou, podmanivou citovostí, zvukovou barevností a melodičností jeho hudebního myšlení. Těmito rysy proslula již Smyčcová serenáda Es dur, kterou napsal v 18 letech, ale patrné jsou rovněž v klavírní tvorbě (známým příkladem je Píseň lásky z Klavírních skladeb op. 7) i komorních skladbách (Klavírní kvartet a moll, 1891, Smyčcový kvartet č. 1 B dur, 1896, aj.).
Milníkem a stěžejním dílem prvního období je scénická hudba k Zeyerově dramatické pohádce Radúz a Mahulena (1898), jíž vytvořil Suk u nás novou hodnotu v tomto žánru. Na její motivy složil pro koncertní provádění čtyřvětou suitu Pohádka (1899). Zeyerova imaginace, citový obsah, etika a atmosféra jeho pohádkového námětu inspirovaly Suka ke svébytnému lyrismu s mistrnými melodramy. „Melodie mi jen tekou a instrumentace jako ‚závoj pohádkový‘, o kterém je v prologu řeč,“ vzpomíná autor.
Příznačný melos (zpěvnost) a barevnost této hudby se promítly i do dalších skladeb – sborů na texty slovanské lidové poezie (např. Deset zpěvů pro ženský sbor a klavír na čtyři ruce), baladickodramatické Fantazie g moll pro housle a orchestr (1903), Fantastického scherza (1903) i Symfonie E dur. V podobném duchu napsal Suk scénickou hudbu k Zeyerově legendě Pod jabloní (1901), z níž byla též sestavena suita. Tryskající slunná melodika a šťavnatost děl odrážejí Sukovy prožitky štěstí z naplněného vztahu s Dvořákovou dcerou. Velkou intenzitu a barvitost dostávají v klavírním cyklu Jaro (1902), složeném po narození synka spolu s trojicí eklog Letní dojmy (1902). V těchto cyklech se již objevují i impresionistické prvky. Monumentálním výrazem je obdařena lyrická i epicko-dramatická glorifikace (oslava) našeho hlavního města v symfonické básni Praga (1904).

### Tvorba po r. 1904

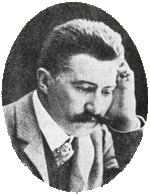
Josef Suk v r. 1906

Další tvorbu charakterizuje postupný příklon k novým výrazovým prostředkům a vytvoření osobitého náročného stylu, jímž se Suk řadí k zakladatelům české hudební moderny. Po obsahové stránce měly rozhodující vliv tragické události v Sukově rodině – umírá A. Dvořák a rok nato předčasně i Sukova žena Otilie. Skladatel orientuje tvůrčí snahy na velká orchestrální díla s meditativním programním obsahem, v nichž se vyrovnává s otázkami osudu a smrti a usiluje o vyjádření pozitivního smyslu bytí.
Tak vznikla postupně čtveřice symfonických děl, utvářející velkou tetralogii, v níž se citové a myšlenkové obsahy jednotlivých částí vzájemně propojují v mohutný oblouk, klenoucí se od hlubin nejtěžší bolesti z tragédií osudu až k velké nadosobní katarzi: smuteční symfonie Asrael (1906), pětivětá hudební báseň Pohádka léta (1907–1909), monumentální symfonická báseň Zrání (1912–1917) a Epilog pro sóla, sbory a orchestr (1920–1933). Doplňuje je Sukova vrcholná klavírní lyrika – cykly O matince (1907), Životem a snem (1910) a Ukolébavky (1912) a samostatný kus O přátelství (1920). Obsahovou kontinuitu tvorby podtrhuje Suk opakovaným symbolickým využitím motivu smrti (smutečních surem) z Radúze a Mahuleny a motivu z klavírní Písně lásky.
Symfonie Asrael byla napsána z bezprostředního podnětu smrti Dvořáka a jeho dcery a věnována jejich památce. Poté vzniká cyklus O matince, kde Suk pomocí tónů vypráví synkovi o zesnulé mamince. Asrael se řadí po bok dílům velkých soudobých novoromantiků (G. Mahlera).
V Pohádce léta a Životem a snem se pak citelně rozšiřuje a modernizuje výrazový rejstřík, patrná je určitá inspirace Debussyho impresionismem, uchopená ovšem Sukovou osobní reflexivní lyrikou, která je v jeho dílech určující. Stylové uzrávání vrcholí v jednovětém Smyčcovém kvartetu č. 2 (1911), který při premiéře vyvolal svou novostí bouřlivé reakce. Kvartet se vyznačuje hledačstvím ve výrazu a zvláště formě s cílem připravit stylovou půdu pro další symfonická díla. V plynulé návaznosti na předchozí skladby rozvíjí Suk naprosto osobitý, velice bohatý a složitý projev, v němž se místy dostává až do blízkosti hudebního expresionismu. Tuto hranici však nepřekračuje a tonalitu na rozdíl od A. Schönberga pouze uvolňuje.

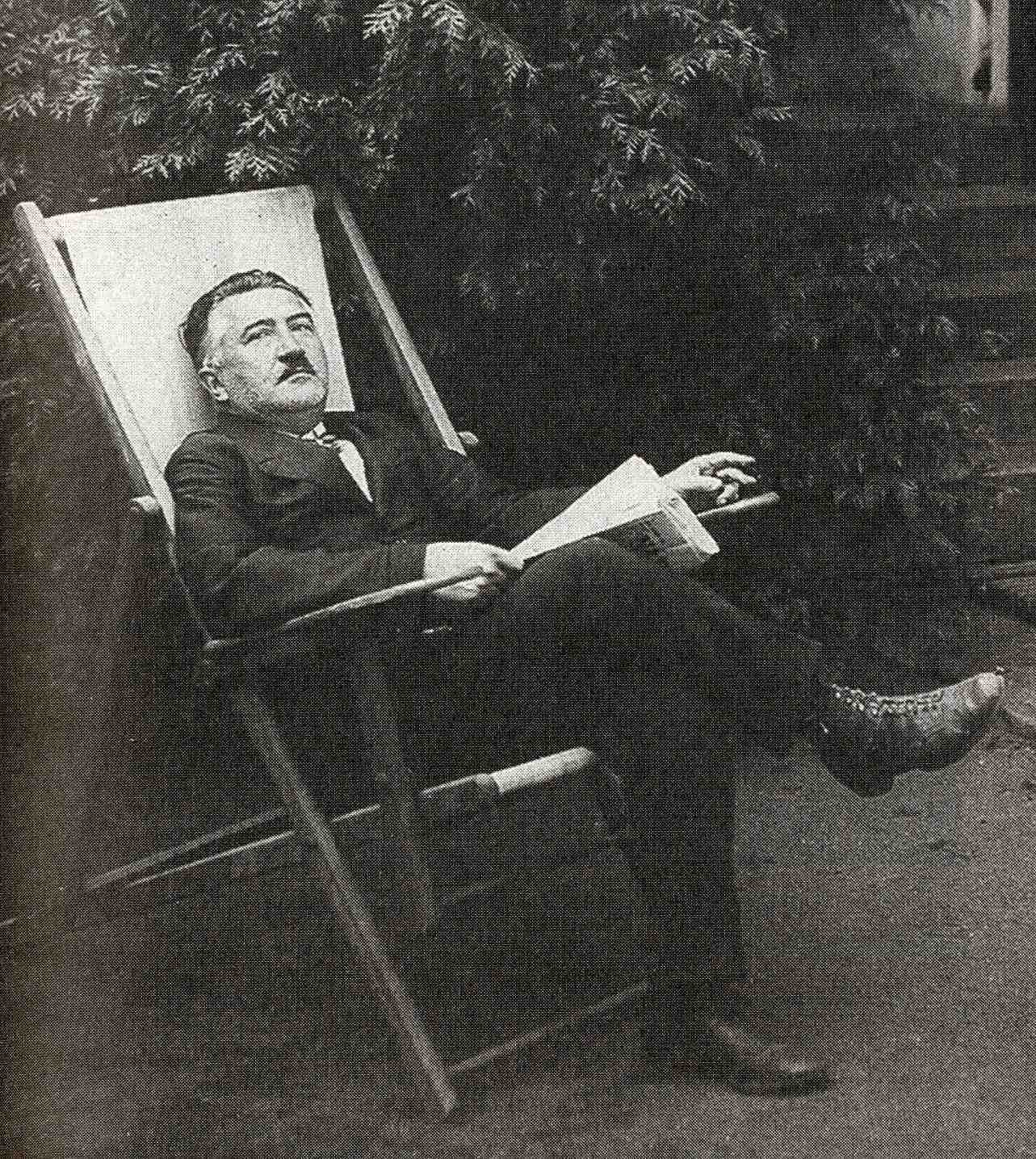
Josef Suk

Novým výrazovým slohem a filosoficky reflexivním pojetím programnosti rozvíjí do osobitého vrcholu novoromantické dědictví programního symfonismu. Činí tak po kvartetu dvojicí děl, jejichž monumentální jednolité architektonice a náročnému obsahu věnuje mnohaleté úsilí: Zrání vzniká 5 let, Epilog dokonce 13 let. Usiluje v nich o nalezení konečných odpovědí na otázky smyslu života a smrti a vyjádření humanistického poselství. V závěru Epilogu k němu užívá textu z jedné scény Zeyerovy legendy Pod jabloní. Obsah obou děl však souvisí i s literárním symbolismem básníků A. Sovy a O. Březiny – ke Zrání připojuje jako motto část stejnojmenné Sovovy básně ze sbírky Žně, k Epilogu závěrečné čtyřverší z Březinovy básně Mýtus ženy. Inspirace březinovskou mystikou je v Epilogu jasně patrná (již v programním označení jednotlivých úseků: Kroky, Píseň matek, Od věčnosti do věčnosti, Tajemný úžas a neklid, Poutník – těšitel). Tyto skladby tak podtrhují souvislost Sukova díla s uměleckými směry přelomu století.
Sukův projev ve vrcholném období je posluchačsky náročný svou složitostí a velkou expresivitou. Spočívá v bohaté volné polyfonii, jejíž melodicky prokomponované hlasy jsou vedeny zcela svobodně po stránce stavby (asymetrie, neperiodičnost), rozložení akcentů i rytmiky (výskyt polyrytmičnosti) a harmonických vztahů jednotlivých hlasů. Příznačné je plynutí celé skladby v jednolitém proudu s expresivními dynamickými vrcholy, individuální využití nástrojových témbrů, jejich různorodé kombinování dosvědčující Sukovu zvukověbarevnou fantazii, stejně jako velká bohatost a složitost harmonie, uvolňující tonalitu. Formová výstavba pozdních děl pracuje se všemi složkami hudebního projevu včetně témbru a vytváří velkolepé, úžasně košaté a přitom sevřené jednolité architektury, v nichž se, slovy dirigenta Libora Peška, „celek odráží ozvěnou v každém detailu“.
Kromě jmenovaných opusů vzniknul v tomto období již jen cyklus mužských sborů a menší příležitostná díla, především pak oblíbený vlastenecký triptych Meditace na chorál Sv. Václave, Legenda o mrtvých vítězích a pochod V nový život, v nichž volí Suk prostší výraz k dosažení snadněji přístupného efektu.

## Interpreti a nahrávky

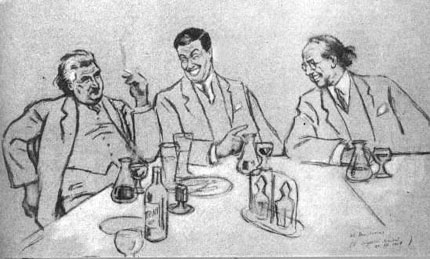
H. Boettinger: Dobrá pohoda české hudby – zleva Josef Suk, Václav Talich a Vítězslav Novák

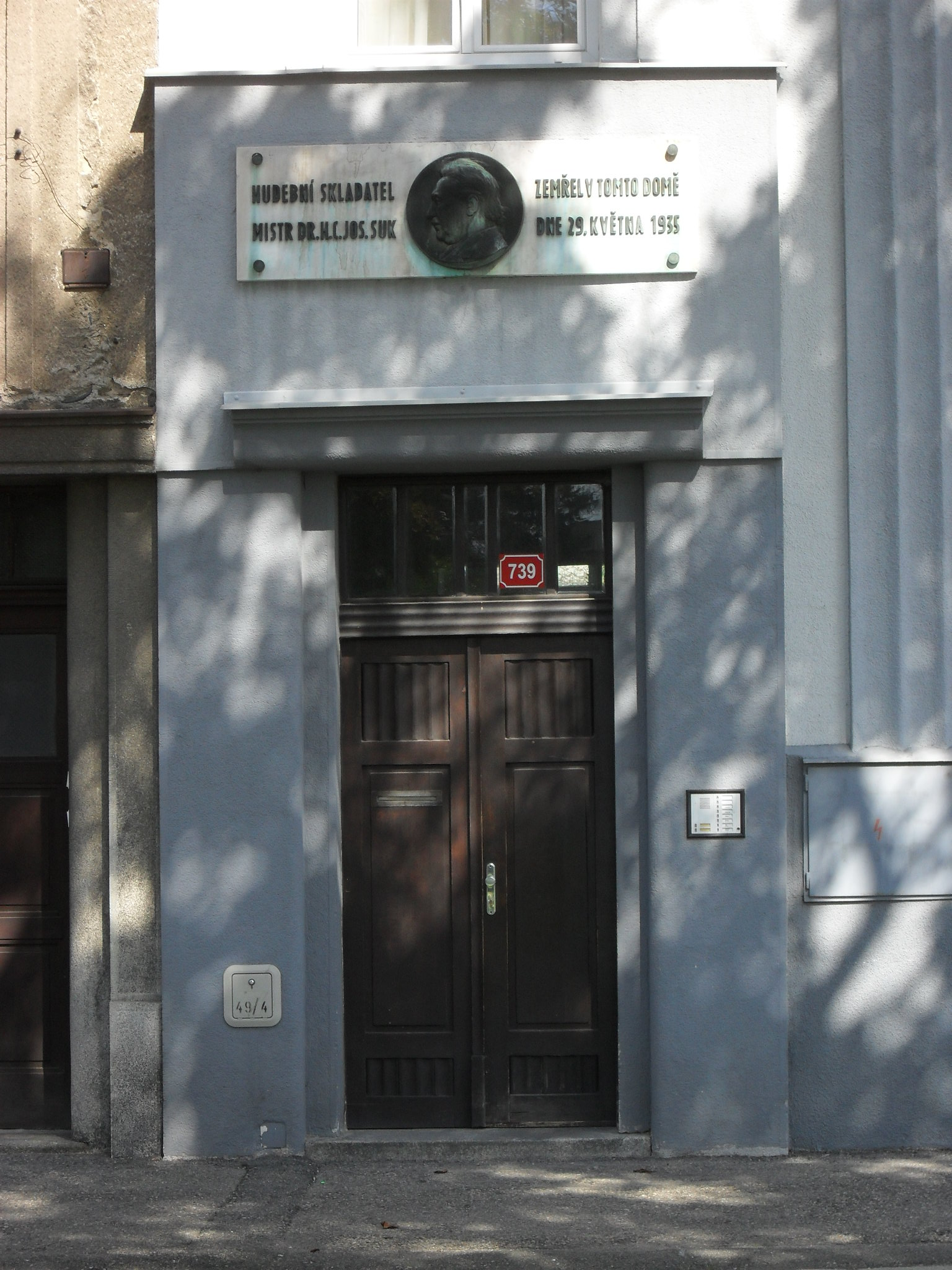
Dům v Benešově, kde Josef Suk žil a zemřel

Povědomí o Sukovi v zahraničí se v poslední době zvýšilo zásluhou dirigentů Libora Peška, Charlese Mackerrase, Jiřího Bělohlávka ad. L. Pešek nahrál téměř všechna Sukova významná orchestrální díla, vyšly však též vynikající starší nahrávky velkých českých dirigentů: např. Václava Neumanna (houslová Fantazie, Symfonie E dur, Asrael, Zrání, Epilog), Rafaela Kubelíka (Asrael), Karla Ančerla (houslová Fantazie), J. Bělohlávka (Pohádka, Fantastické scherzo, Serenáda Es dur, Asrael) – a rovněž nezapomenutelné nahrávky Václava Talicha z 50. let (Zrání, Asrael ad.), které nesou punc autentického provedení, neboť Talich premiéroval Zrání a Epilog (jejž mu dokonce autor věnoval) a byl Sukovým blízkým přítelem.
Za nejzasvěcenějšího interpreta Sukových houslových skladeb je označován skladatelův vnuk Josef Suk mladší (je mj. interpretem v Ančerlově i Neumannově nahrávce houslové Fantazie).
Sukovu klavírní tvorbu souhrnně nahrál Pavel Štěpán (syn Václava Štěpána, Sukova přítele a významného klavírního interpreta a analytika jeho tvorby). Jde o sotva kdy překonanou nahrávku, jež byla oceněna Zlatou deskou za rok 1978.

### Film
Hudba k Radúzovi a Mahuleně byla použita i ve stejnojmenném filmu Petra Weigla z roku 1970 (v hlavních rolích J. Tříska a M. Vášáryová, dirigent L. Pešek, hudební dramaturg Luboš Fišer), kde byla přiřazena k jednotlivým scénám odlišně od Sukova jevištního řešení. Původní scénická hudba byla nahrána s celou hrou r. 1957 (v hlavních rolích V. Voska a M. Glázrová, dirigent V. Smetáček).